# Ambrette
Abelmoschus moschatus
Pour les articles homonymes, voir Ambrette (homonymie).
Espèce
L'ambrette (Abelmoschus moschatus) est une espèce de plante herbacée du genre Abelmoschus, appartenant à la famille des Malvaceae, originaire de l'Inde et des régions tropicales d'Asie et d'Australasie. Elle est largement cultivée pour ses graines dont on tire une huile essentielle à odeur musquée.

## Description

### Appareil végétatif
Abelmoschus moschatus est une plante herbacée annuelle ou bisannuelle, ayant des tiges  douces et velues. Elle peut atteindre une hauteur de 50 cm à 3,5 m et couvrir une aire d’environ 2 m de diamètre[réf. nécessaire].
Les feuilles sont alternes, rugueuses, couvertes de poils simples ou en étoile et très variables dans leur forme ou leur taille ; elles sont cependant très souvent lobées et leur bordure est le plus souvent dentelée. Elles sont portées par un pétiole de 6 à 30 cm de long, couverts de poils simples et à stipule linéaire. Les feuilles de la base ont une forme globale cordée, présentent de 3 à 7 lobes et mesurent de 6 à 22 cm de longueur pour 8 à 24 cm de largeur. Les feuilles sommitales sont généralement plus étroites et ont une forme globale davantage hastée ou sagittée.

### Appareil reproducteur

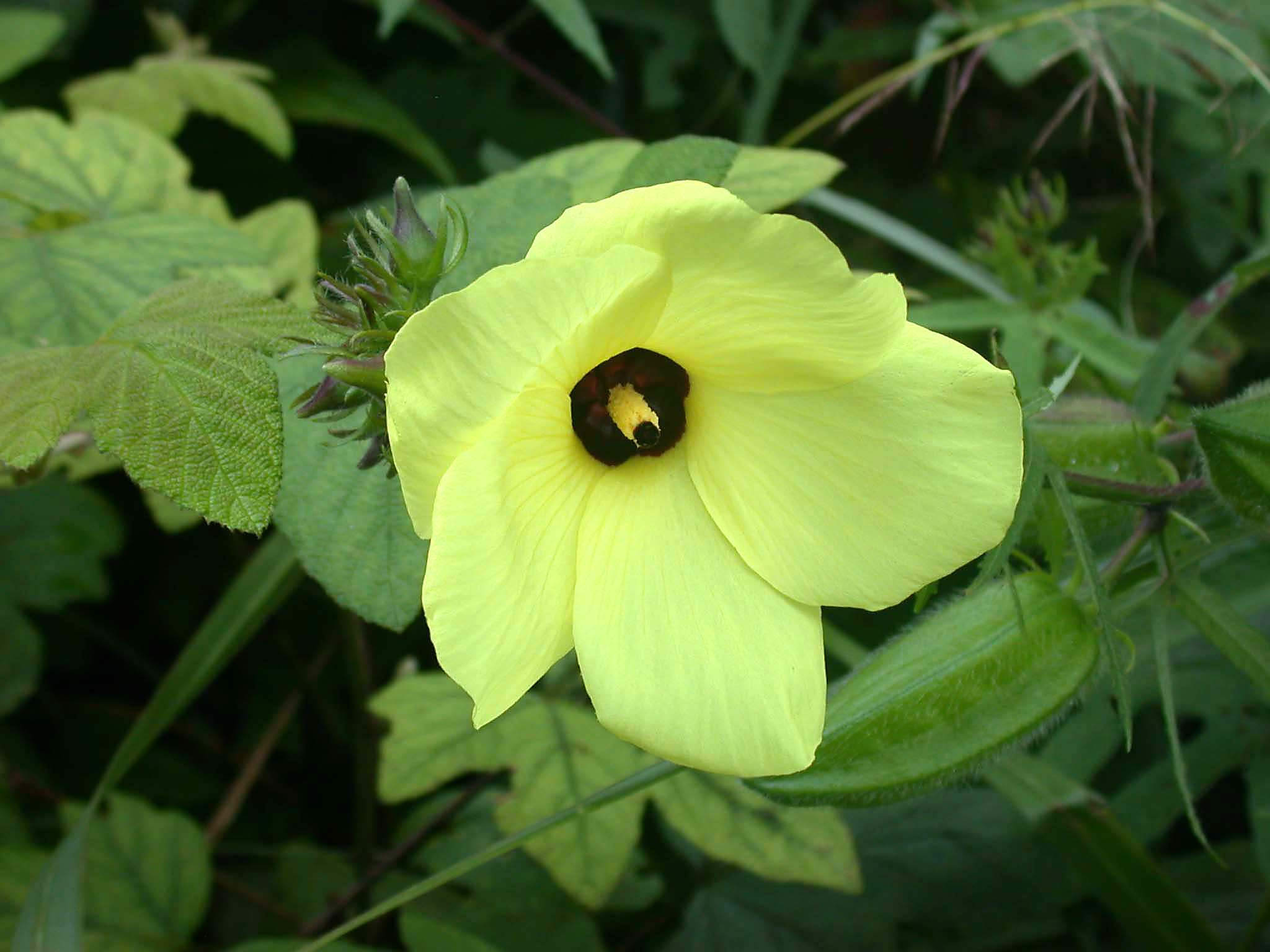
Fleur d'ambrette, parc national de Khao Yai, Thaïlande

Les fleurs ressemblent à celles de l'hibiscus avec une couleur allant du rose pastèque au blanc, en passant par le jaune ou la couleur crème. Elles ne durent qu'une seule journée et leur floraison dépend du calendrier de la saison humide.
Elles apparaissent de façon isolée, issues d'un bourgeon axillaire ; elles sont portées par un pédicelle long de 2 à 19 cm. Elles sont précédées par un involucre composé de 7 à 10 bractées (plus rarement de 4 à 16) linéaires, parfois un peu lancéolées, libres, velues, et dont la longueur varie de 0,75 à 2,5 cm.
Le calice est composé de 5 sépales soudés entre eux et adhérant à la corolle. Ce calice, velu, présente 5 dents libres à son sommet. Il a tendance à se déchirer au cours du développement de la corolle et tombera avec cette dernière lorsqu'elle sera fanée. La corolle est composée de 5 pétales de forme obovale, de 3,5 à 10 cm de long pour 2,5 à 5,5 cm de large. Leur couleur varie du rouge au blanc, mais est souvent jaune avec un centre rouge cramoisi à pourpre.
Les anthères forment une colonne dépourvue de poils, plus courte que les pétales, généralement jaune mais à base pourpre. L'ovaire possède 5 loges ; il est velu et de forme ovoïde. Le style, unique, velu, se termine par 5 stigmates plus ou moins unis, de forme discoïde.
Les nombreuses graines sont contenues dans des capsules loculicides velues d’une taille allant jusqu'à 8 cm de longueur, un peu coriaces et ressemblant à du papier.

## Dénominations et systématique

### Synonyme
En 1796, le botaniste anglais Richard Anthony Salisbury propose pour cette espèce le nom Hibiscus moschatus, qui est aujourd'hui considéré comme synonyme.

### Sous-espèces
Trois sous-espèces sont assez généralement reconnues,:
- Abelmoschus moschatus subsp. biakensis (Hochr.) Borss.Waalk. : sous-espèce endémique de Nouvelle-Guinée, elle présente assez régulièrement 8 bractées[1];
- Abelmoschus moschatus subsp. moschatus : autonyme
- Abelmoschus moschatus subsp. tuberosus (Span.) Borss. Waalk. : elle est d'une taille sensiblement plus petite (elle ne dépasse pas 75 cm) que les deux autres et a une racine tubéreuse. Elle est diploïde (2n = 36) alors que Abelmoschus moschatus subsp. moschatus est tétraploïde (2n = 72). Elle vit en Asie et au nord de l'Australie[1]. Mais certains auteurs considèrent qu'il s'agit d'une espèce séparée, Abelmoschus sagittifolius (Kurz) Merr[3] (ce dernier et Hibiscus sagittifolius Kurz sont considérés comme synonymes)[4].

## Utilisation
On tire de ses graines une huile essentielle qui est utilisée en parfumerie comme substitut du musc.
Cette plante a plusieurs usages au plan culinaire. Les graines sont ajoutées au café ; les gousses vertes, les feuilles et les jeunes pousses sont consommées comme légumes. C'est aussi un ingrédient de certaines liqueurs traditionnelles aux herbes, comme la Bénédictine.